# Casa Hildesheim Baviera
La Casa Hildesheim Baviera es un edificación ubicada en Avenida Zapallar, en la ciudad de Zapallar, Región de Valparaíso, Chile. Obra del arquitecto Josué Smith Solar y construida en 1924, fue encargada por María Luisa Mac-Clure como réplica de la Casa Gremial de los Carniceros de Hildesheim, Alemania, que data de 1529. Fue declarada Monumento Nacional de Chile, en la categoría de Monumento Histórico, mediante el Decreto Supremo n.º 761, del 26 de septiembre de 1975.

## Historia
Luego del terremoto de 1906, que destruyó la mayoría de las edificaciones de Zapallar, se construyeron numerosas viviendas, formando el poblado y el balneario. Una de ellas fue la Casa Hildesheim Baviera, inmueble encargado por María Luisa Mac-Clure, viuda de Agustín Edwards Ross, como réplica de la Casa Gremial de los Carniceros de Hildesheim, Alemania, que conoció durante un viaje, y que data de 1529.
María Luisa Mac-Clure se consiguió la autorización para levantar los planos y mandó a hacer, en Alemania, puertas, ventanas y vigas, que creía de difícil elaboración en Chile, y que fueron llevadas en barco a Chile en 1923. La obra fue encargada al arquitecto Josué Smith Solar, quien adaptó el terreno y dirigió la construcción, que finalizó en el año 1924.
Posteriormente la casa fue vendida a Benito del Villar, quien dividió el interior de la casa en dos viviendas, para ser habitado por sus dos hijos.

## Descripción
Ubicado en la Avenida Zapallar, el edificio se levanta en una ladera cercana al mar. La casa consta de cuatro pisos en su parte central y tres niveles en sus dos alas. Se encuentra construida en una base de piedra, estructura de albañilería de ladrillo y madera de roble, que hacia el exterior muestra tallados de figuras humanas y elementos vegetales, y techo de tejuelas de alerce. Cuenta con un jardín, una pérgola y un mirador hacia el mar.
Su fachada muestra balcones tallados en madera y ventanas unidas con plomo que recorren el ancho de la fachada, y su acceso principal está destacado por un arco de medio punto, y pintura blanca sobre madera oscura. En su interior, cuenta con varias habitaciones decoradas con finos muebles, lámparas y artesanía de estilo gótico.